# Axonopus kuhlmannii
Axonopus kuhlmannii är en gräsart som beskrevs av George Alexander Black. Axonopus kuhlmannii ingår i släktet Axonopus och familjen gräs. Inga underarter finns listade i Catalogue of Life.